# Nesogoral
Nesogoral è un genere di mammiferi ruminanti estinto, endemico della Sardegna, vissuto nel Pliocene e Pleistocene inferiore. Si ritiene che si sia evoluto dal genere continentale Gallogoral: gli antenati del Nesogoral sarebbero arrivati durante la crisi di salinità del Mediterraneo (fine Miocene).
Nesogoral era dotata di arti snelli atti alla corsa, caratteristica che non si dovrebbe riscontrare in un animale che popola un'area ristretta come un'isola. La causa del mancato nanismo (brevità degli arti) è probabilmente da imputare alla presenza della coeva iena cacciatrice Chasmaporthetes melei.
Resti di Nesogoral provengono da Capo Figari (Olbia), Mandriola (Capo Mannu) e M. Tuttavista (Orosei). Quest'ultima località ha restituito numerosi e più completi resti di questo animale. La specie tipo N. melonii venne ritrovata nelle brecce ossifere di Capo Figari.
Un'altra specie, N. cenisae, è stata descritta recentemente in base a resti ritrovati in una non specificata zona del Campidano e in un non chiaro contesto stratigrafico. La validità di tale specie è dunque dubbia.
Nesogoral presenta affinità anche con Myotragus balearicus, la piccola capra dalla vista stereoscopica vissuta nelle Isole Baleari durante il Terziario.